# Semiothisa subterminata
Semiothisa subterminata là một loài bướm đêm trong họ Geometridae.